# André-Gaston Prételat
André-Gaston Prételat, francoski general, * 14. november 1874, Wassy, † 6. december 1969, Pariz.